# Calceolaria cuneiformis
Calceolaria cuneiformis är en toffelblomsväxtart. Calceolaria cuneiformis ingår i släktet toffelblommor, och familjen toffelblomsväxter.

## Underarter
Arten delas in i följande underarter:
- C. c. cuneiformis
- C. c. xerophila